# Hans Blum
Pour les articles homonymes, voir Blum.

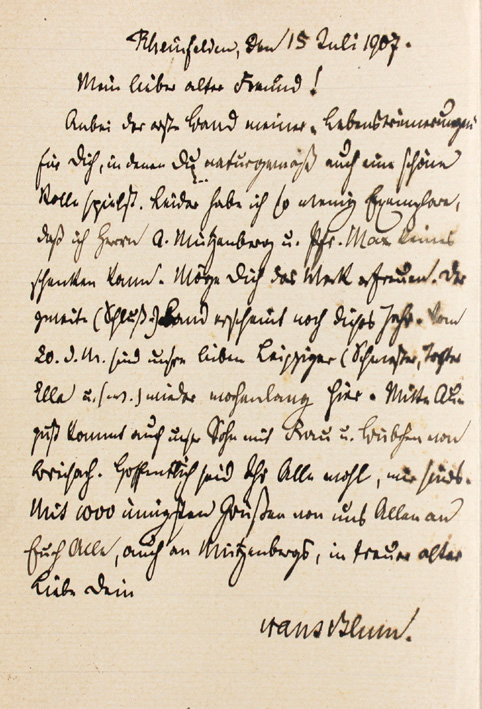
Lettre autographe signée de Hans Blum en 1907.

Johann Georg Max Hans Blum (né le 8 juin 1841 à Leipzig et décédé le 1er février 1910 à  Rheinfelden (Argovie)) est un avocat et écrivain allemand. Il est également député au Reichstag dans le parti national-libéral et fabricant de cigarettes. Ses écrits traitent surtout de l'histoire du XIXe siècle.

## Biographie
Hans Blum est le fils de Robert Blum, qui est fusillé le 9 novembre 1848 à Brigittenau un quartier de Vienne. Hans fréquente tout d'abord l'école "citoyenne" de Leipzig avant, de 1849 à 1856, de rentrer dans une école à Wabern. Jusqu'en 1860, il est au Gymnasium à Berne, avant de faire ses études de droit et de Caméralisme à Leipzig puis à Berlin. En 1864, il devient stagiaire auprès du professeur à Leipzig et passe son doctorat en 1865. Il exerce alors son métier d'avocat et est de 1879 à 1895 président du conseil d'administration d'une société d'assurances-vie.
Il est membre du parti national-libéral  et siège au Reichstag de la confédération de l’Allemagne du Nord. Il écrit sur le développement politique de l'empire allemand. Il rédige également une biographie très subjective sur son père. Les sociaux démocrates et en particulier Wilhelm Liebknecht critique ouvertement l'ouvrage. Selon Liebknecht Hans a mal compris les idées de son père. Hans essaie ainsi de faire passer son aïeul pour un précurseur et partisan de Bismarck, ce qu'il n'était pas à l'évidence. Liebknecht parle d'un attentat bibliographique et voit en Robert Blum plutôt un précurseur de la social-démocratie, ce qui est plus proche des faits, mais qui les dépasse également. Notamment Liebknecht écrit que les seules choses intéressante dans le livre de Hans sont les choses qu'ils n'a pas écrit. Hans publie aussi sur l'histoire du Reich du temps d'Otto von Bismarck.
Par ailleurs, le fait qu'il soit partisan de la peine de mort suscite l'indignation dans les rangs des sociaux-démocrates. August Bebel écrit à son propos : « Le seul député de Saxe favorable à la peine de mort est Hans Blum, le fils de Robet Blum, qui s'est fait fusiller à l'automne 1848 à Brigittenau dans Vienne. Quand Blum donne son "oui" à la peine de mort, on lui répond d'abord avec un gros "beurk". Hans Blum fait partie des plus sordides et des plus perfides opposants de la social-démocratie. Pour nous combattre, tous les moyens sont bons. Bien entendu, c'est un représentant zélé de Bismarck, qui le lui rendait bien. Mais il ne peut le sauver du naufrage. Blum s'est fait retirer son droit d'exercer le métier d'avocat pour malhonnêteté. Il déménagea alors en Suisse, où il exploite une fabrique de cigarette. Il est mort en 1910 en homme respectable. » Blum vit en effet à partir de 1898 à Rheinfelden (Argovie). Hans Blum est de plus comme son père membre de la Leipziger Burschenschaft Germania (fraternité germania de Leipzig).

## Œuvre
- (de) Robert Blum, Ein Zeit- u. Charakterbild für das deutsche Volk, Leipzig, 1878
- (de) Aus unsern Tagen, Magdebourg, Faber, 1876
- (de) Die deutsche Revolution 1848–49, Florence et Leipzig, 1898
- (de) Persönlichen Erinnerungen an den Fürsten Bismarck, Munich, 1900
- (de) Das deutsche Reich zur Zeit Bismarcks. Politische Geschichte von 1871-1890, Leipzig, 1893